# Rocket-jumping
Le rocket-jumping (ou rocket jump) est une technique de déplacement d'un personnage dans un jeu de tir à la première personne (FPS) (en ligne principalement).

## Technique
Le principe du rocket-jumping dans le jeu est de sauter tout en tirant simultanément à l'aide d'un lance-roquette vers le sol,.
Il doit être effectué au moment du contact avec le sol. Il faut synchroniser avec assez de précision pour se lancer pendant le bunny hopping. Il peut être effectué à l'arrêt. Une mauvaise synchronisation fera perdre de la vitesse. La hauteur du saut est variable selon l'éloignement avec le sol au moment de la détonation (l'idéal est de 0), et l'angle entre le sol et la direction du tir (l'idéal est de 90°) par rapport au sol).
Il est possible de combiner un rocket-jump et l'explosion d'une grenade, ce qui permet de gagner plus de hauteur qu'un simple rocket jump. La coordination est primordiale pour pouvoir réaliser ce saut. Il faut à la fois connaître le timing d'explosion de la grenade et bien sûr maîtriser cette technique. Le principe est de lancer une grenade à terre, puis sauter dessus au moment exact où elle explose, tout en exécutant un rocket jump. Le saut au-dessus de la grenade doit être effectué à l'aplomb exact de l'explosion de la grenade.

## Intérêt
L'intérêt du rocket jump est d'augmenter la hauteur du saut, pour atteindre des zones non-accessibles avec un saut classique (raccourcis ou zones secrètes). Associé au bunny hopping, cette action peut apporter au saut un gain de vitesse, de distance ou hauteur. La position d'altitude par rapport à l'adversaire est un avantage conséquent.
Concrètement, en duel, il permet par exemple de réduire les temps de déplacement en évitant d'éventuels escaliers et arriver en premier pour prendre un objet, facilitant le contrôle de la map.

## Remarques
Dans la plupart des jeux, chaque rocket jump exécuté est synonyme de perte d'une quantité variable de vie. La perte de santé varie selon l'éloignement avec le sol au moment de la détonation (l'idéal est 0), et l'angle entre le sol et la direction du tir (l'idéal est de 90° par rapport au sol).
Le rocket jump peut être un handicap dans les jeux où la chute du personnage entraîne une perte de points de vie.

## Liste des jeux utilisant cette technique
- Halo
- Painkiller
- Quake
- Quake III: Arena
- Team Fortress Classic
- Team Fortress 2
- Teeworlds
- Unreal
- Unreal Tournament (le hammer jump est toutefois davantage utilisé que le rocket jump dans le jeu standard)